# CJRT-FM
CJRT-FM ist eine kanadische Public-Radio-Station aus Toronto. Der Sender strahlt auf UKW 91,1 MHz. CJRT arbeitet als JAZZ.FM91 mit Studios in der Pardee Avenue im Liberty-Village-Viertel im Stadtteil West End, während der Sender auf dem CN Tower steht. Gesendet wird mit 40 kW.
Sie wurde 1949 als eine experimentelle UKW-Station gegründet. Sie war die zweite Kanadas und wurde vom Ryerson Institute of Technology (später der Ryerson University) betrieben. Das Rufzeichen JRT steht für „Journalism, Radio, Technology“, welche die drei Ziele des Institutes sind.
Ab 1964 bekam die Station hauptamtliche Mitarbeiter und erweiterte ihr Programm.